# The Fourposter
The Fourposter é uma peça de teatro estadunidense de 1951 escrita pelo dramaturgo holandês Jan de Hartog e dirigida por José Ferrer. Produção da Broadway, estreou em 24 de outubro de 1951, a primeira apresentação contou com Jessica Tandy e Hume Cronyn interpretando o casal Agnes e Michael. A peça foi adaptada para o cinema em The Four Poster (1952) e no musical I Do! I Do! (1966).
Venceu o Tony Award de melhor peça de teatro.